# Романов, Георгий Павлович
Георгий Павлович Романов — советский военный, государственный и политический деятель, генерал-полковник (16.06.1965).

## Биография
Родился 28 марта 1904 г. в деревне Андреаново (ныне — в Ветлужском районе Нижегородской области). Член КПСС.
С 1926 года — на военной службе, общественной и политической работе. В 1926—1966 — доброволец, на политической работе в Рабоче-Крестьянской Красной Армии, участник советско-финской войны, начальник политотдела 8-й стрелковой бригады на полуострове Ханко, участник Великой Отечественной войны, военный комиссар бригады 136-й стрелковой дивизии, член Военного Совета 15-й армии, член Военного Совета 23-й армии, член Военного Совета 55-й армии, член Военного Совета 67-й армии, на политической работе и командных должностях в Советской Армии, первый заместитель командующего войсками Московского военного округа.
Умер в Москве 6 января 1988 г.

## Воинские звания
- бригадный комиссар — 08.10.1941
- дивизионный комиссар — 18.08.1942
- генерал-майор — 06.12.1942
- генерал-лейтенант — 08.08.1955
- генерал-полковник — 16.06.1965